# Harry Stack Sullivan
Harry Stack Sullivan (eigentlich Herbert Stack Sullivan; * 21. Februar 1892 in Norwich, New York; † 14. Januar 1949 in Paris, Frankreich) war ein US-amerikanischer Psychiater, Psychotherapeut und Vertreter der Neopsychoanalyse.

## Biografie
1917 erwarb Sullivan sein Medizindiplom am Chicago College of Medicine and Surgery.
1921 begann er unter Anleitung von William Alanson White am St. Elisabeth’s Hospital in Washington, D.C. schizophrene Patienten psychotherapeutisch zu behandeln. Damit kann er als ein Pionier der psychodynamisch-psychotherapeutischen Behandlung psychotischer Patienten gelten, die Freud für unanalysierbar hielt.
1923 wurde für Sullivan am Sheppard-and-Enoch-Pratt-Hospital in Towson, Maryland eine spezielle Schizophrenen-Abteilung eröffnet. Publikationen über seine aufsehenerregenden Heilerfolge machten Sullivan unter den Psychiatern der USA bekannt. Im Gegensatz zur herrschenden Lehrmeinung der biologischen Psychiatrie vertrat er die Ansicht, dass die Schizophrenie lebensgeschichtliche Bezüge und Ursachen habe und deshalb mit Therapie geheilt werden könne.
1923 begegnete er auch erstmals Clara Thompson (1893–1958), die damals als Psychiaterin an der Phipps Clinic der Johns Hopkins University in Baltimore arbeitete, welche von dem aus der Schweiz eingewanderten Adolf Meyer (1866–1950) geleitet wurde.
1930 eröffnete Sullivan eine Privatpraxis in New York, lehrte an der Maryland School of Medicine und organisierte die „Neue psychoanalytische Vereinigung“ in Washington und Baltimore, deren erste Präsidentin Clara Thompson wurde.
1933 unterzog er sich einer Lehranalyse bei Clara Thompson, die ihrerseits Analysandin von Sandor Ferenczi war.
In dieser Zeit begegnete Sullivan in New York Erich Fromm und Karen Horney, die auf der Flucht vor dem Nationalsozialismus in die USA gekommen waren. Zusammen mit Silverberg und Thompson setzten sie sich mit Sullivans Konzept der Interpersonalen Psychiatrie auseinander und entwickelten die Neopsychoanalyse. Der Einbezug der übrigen Sozialwissenschaften führte zur Zusammenarbeit mit den Ethnologen Ruth Benedict, Margaret Mead, Bronisław Malinowski, dem Linguisten Edward Sapir und anderen.
1938 wurde die Zeitschrift Psychiatry gegründet, die zum wichtigsten Sprachrohr der interpersonalen Richtung in der Psychiatrie und Psychoanalyse avancierte.
1939 nach dem Tod seines Freundes Edward Sapir verließ Sullivan New York und zog nach Bethesda, Maryland, in der Nähe von Washington (D.C.). Kurz darauf begann er eine intensive Ausbildungstätigkeit für die Ärzte und das Pflegepersonal der Privatklinik Chestnut Lodge in Rockville, Maryland, die später wegen ihrer Pionierleistungen in der Behandlung von Schizophrenen international berühmt wurde. Das autobiografische Buch von Hannah Green alias Joanne Greenberg Ich hab dir nie einen Rosengarten versprochen („I Never Promised You a Rose Garden“, New York 1964), welches später auch verfilmt wurde, handelt von Chestnut Lodge und der Psychotherapeutin Frieda Fromm-Reichmann.
1943 gründeten Sullivan, Clara Thompson, Erich Fromm und Frieda Fromm-Reichmann das William Alanson White Institute in New York.

## Interpersonale Theorie
Harry S. Sullivan verwendete für die Psychiatrie den Begriffsrahmen der modernen Physik (Feldtheorie): Menschliches Verhalten verstand er nicht mehr als isolierte Einzelereignisse, sondern als Abfolge von Prozessen, die sich aus der Interaktion verschiedener Kräfte innerhalb eines Wirkungsfeldes ergeben. Er war von Adolf Meyer beeinflusst, der der damals unzeitgemäßen Auffassung war, dass jedes menschliche Verhalten in Gesundheit und Krankheit eine Antwort und versuchte Lösung der Lebensfragen bedeute. In diesem Sinne musste auch das Verhalten schizophrener Patienten irgendwie sinnvoll sein, und es war viel mehr der Fehler des Psychiaters als des Patienten, dass sich die beiden nicht verstanden. Meyers „dynamisches Konzept“ veranlasste Sullivan nach den eigentlichen schwer verständlichen Zielen und Absichten seiner Patienten zu forschen und er fand Wege, um die sogenannten „unheilbaren Geisteskranken“ rein psychotherapeutisch heilen zu können.
Das Entwicklungsprinzip steht im Zentrum von Sullivans Lehre. Die Persönlichkeitswerdung wird ganz aus der zwischenmenschlichen (interpersonalen) Beziehung erklärt: Die Persönlichkeit entsteht aufgrund von „relativ dauerhaften Mustern immer wiederkehrender interpersonaler Situationen, die das menschliche Leben kennzeichnen“. Für die Prägung des Individuums sind nach Sullivan die kulturellen Faktoren mit zu berücksichtigen. Obwohl der Mensch von angeborenen biologischen Faktoren abhängt, werden die bedeutsamen Unterschiede in der menschlichen Persönlichkeit in erster Linie von individuellen interpersonalen Erfahrungen festgelegt. Hier zeigen sich frappante Übereinstimmungen mit der psychoanalytischen Objektbeziehungstheorie und der Selbstpsychologie. Neben der großen Bedeutung der
interpersonalen Erfahrung während der frühen Kindheit wies er auf die Wichtigkeit der Jugendzeit für korrigierende Erfahrungen hin. Dem Therapeuten wies Sullivan die Rolle eines teilnehmenden Beobachters zu.
Sullivan hat seine Theorie in seinem wichtigsten Buch The Interpersonal Theory of Psychiatry festgehalten, welches 1953 posthum veröffentlicht wurde und 1980 auf Deutsch unter dem Titel Die interpersonale Theorie der Psychiatrie im S. Fischer Verlag, Frankfurt am Main, erschienen ist.
Die bislang umfassendste Biografie über Leben und Werk hat der italienisch-deutsche Psychoanalytiker Marco Conci verfasst: Sullivan neu entdecken. Leben und Werk Harry Stack Sullivans und seine Bedeutung für Psychiatrie, Psychotherapie und Psychoanalyse, das 2005 im Psychosozial-Verlag, Gießen, erschien.